# Односи Србије и Уједињених Арапских Емирата
Односи Србије и Уједињених Арапских Емирата су инострани односи Републике Србије и Уједињених Арапских Емирата.

## Билатерални односи
Званични дипломатски односи су успоставили 2007. године.
Поводом 50 година пријатељства у Србији је децембра 2021. објављена поштанска марка.

### Економски односи
- У 2020. укупна робна размена вредела је 119,9 милиона долара. Извоз из Србије је износио 93,7 милиона, а увоз 26,1 мил. УСД.
- У 2019. размењено је робе за 163 милиона УСД. Из наше земље је извезено 135 милиона, док је увезено робе за 28 милиона долара.
- У 2018. укупна робна размена вредела је 184 милиона долара. Извоз из Србије је износио 157 милиона, а увоз 27 мил. УСД.[3][4]

### Дипломатски представници

#### У Београду
- Мубарак Саид Ал Дахери, амбасадор, 2018—
- Дјума Рашид ал Дахери, амбасадор, 2014—
- Абдулазиз Ал Шамси, амбасадор, 2011—

#### У Абу Дабију
- Станимир Вукићевић, амбасадор, 2018—
- Милош Перишић, отправник послова
- Вања Калођера, амбасадор